# Anna Pietrzak (koszykarka)
Anna Pietrzak, po mężu Bekasiewicz (ur. 5 listopada 1987 w Zabrzu) – polska koszykarka, reprezentantka Polski, występująca na pozycji rozgrywającej, medalistka mistrzostw Polski.

## Kariera sportowa

### Kariera klubowa
Karierę rozpoczęła w MOSM Bytom. W latach 2003–2006 występowała w SMS PZKosz Łomianki. Po ukończeniu szkoły w 2006, została zawodniczką CCC Polkowice, gdzie grała do 2011, zdobywając brązowy (2007) i srebrny (2011) medal mistrzostw Polski. W latach 2011–2013 była zawodniczką zespołu Blachy Pruszyński Lider Pruszków. W latach 2013–2015 występowała w Artego Bydgoszcz, zdobywając brązowy medal mistrzostw Polski w 2014 i wicemistrzostwo Polski w 2015. Od 2015 jest zawodniczką Zagłębia Sosnowiec.

### Kariera reprezentacyjna
Występowała w reprezentacji Polski w różnych grupach wiekowych, grała m.in. na mistrzostwach Europy U-20 w 2004 (6. miejsce) i 2005 (2. miejsce). W reprezentacji seniorskiej wystąpiła na Mistrzostwach Europy w 2011 (11. miejsce).

## Osiągnięcia
Drużynowe
- Wicemistrzyni Polski (2011, 2015)
- Brązowa medalistka mistrzostw Polski (2007, 2014)
- Finalistka pucharu Polski (2010)

Indywidualne
- Uczestniczka meczu gwiazd – Polska – gwiazdy PLKK (2010, 2014)
- MVP mistrzostw Polski juniorek starszych (2007)
- Zaliczona I składu mistrzostw Polski U–20 (2007)

Reprezentacja
- Wicemistrzyni Europy U–20 (2005)
- Uczestniczka:
  - mistrzostw Europy:
    - 2011 – 11. miejsce
    - U–20 (2004 – 6. miejsce, 2005, 2006 – 15. miejsce)
    - U–20 dywizji B (2007)

  - uniwersjady (2009 – 5. miejsce, 2011 – 15. miejsce)
  - kwalifikacji do mistrzostw Europy:
    - 2013
    - U–16 (2003)
    - U–18 (2004)